# Sordide Sentimental
Sordide Sentimental — французький рекорд-лейбл, що розташований в Руані та спеціялізується на музиці пост-панк, індастріел і синті-поп. Заснований 1978 року Жаном-П'єром Тюрмелєм й Івом фон Бонте.

## Історія

Обкладинка синґлу Monte Cazazza, 'Stairway To Hell'/'Sex is no Emergency' (SS 45007 · 1982)

Заснований на хвилі виникнення незалежних фірм звукозапису (інді-лейблів) наприкінці 1970-х, рекорд-лейбл Sordide Sentimental став однією з перших таких фірм у Франції. З самого початку лейбл спеціалізувався на випуску платівок, музичних компакт-дисків і відеодисків обмеженим накладом (т.зв. éditions limitées) у 200-10.000 примірників. Це залишається його політикою й до сього часу.
Наприкінці 1970-х — початку 1980-х лейбл відзначився випуском «сорокп’яток» провідних виконавців англійської індастріел-сцени Throbbing Gristle і Psychic TV, а також культового манчестерського пост-панк-гурту Joy Division. Пізніше каталог поповнився записами французів Ptôse і Steeple Remove, американців Monte Cazazza, Red Crayola і Tuxedomoon.
Представлені на виданнях Sordide Sentimental виконавці грають музику експериментальних, некомерційних жанрів: пост-панк, індастріел, електроніка. Лейбл випускає тільки рідкісні чи маловідомі записи у конвертах, оформлених у художній техніці колажу та у стилі примітивізму. В них відчувається вплив німецьких дадаїстів і французьких ситуаціоністів. На додаток до незвичного оформлення видання супроводжуються квазіфілософським текстами, натхнення для яких черпається у творчості Жоріса-Карла Гюісманса, Жоржа Батая й П'єра Клоссовскі.

## Виконавці
- Billy Synth
- Bizarros
- Circle X
- The Durutti Column
- Grrzzz
- Joy Division
- Krackhouse
- Monte Cazazza
- Psychic TV
- Ptôse
- Rosa Crux
- The Red Crayola
- Savage Republic
- Steeple Remove
- Throbbing Gristle
- Tuxedomoon

## Вибрана дискоґрафія
- SS 45001 · Throbbing Gristle, 'We Hate You (Little Girls)'/'Five Knuckle Shuffle' · 7" · 1979
- SS 45005 · The Durutti Column, 'Enigma'/'Danny' · 7" · 1981
- SS 45006 · Tuxedomoon, 'Une Nuit au fond de la frayere'/'Egypt' · 7" · 1981
- SS 45007 · Monte Gazazza, 'Stairway to Hell'/'Sex is no Emergency' · 7" · 1982
- SS 33002 · Joy Division, "Licht und Blindheit" · 7" · 1980
- SS 33003 · Billy Synth, 'Hartzdale Drive Destruction'/'Indigestion'/'4200' · 7" · 1980
- SS 33009 · Psychic TV, "Roman P" · 7" · 1984
- SS LP002 · Problemist, "9 Times Sanity" · LP · 1984
- SS CD001 · Psychic TV, "Descending" · CD · 1985
- SS CD002 · Digital Sex, "Essence & Charm" · CD · 1986
- SS CD005 · Red Krayola, "Live In Paris 13/12/1978" · CD · 2005
- SS MCD006 · Circle X, "Frammenti De Junk" · MCD · 1994
- SS CDV01 · Psychic TV, "Listen Today" · CDV · 1987
- SSFP 23 · Psychic TV, "Je suis en gai Paris (Live in Paris)" · CD · 1995
- SS TIM001 · Steeple Remove, "Magnetosphere" · CD-R · 2000
- SSEV 03 · Thee Majesty, "Hommage à Pierre Molinier" · DVD · 2007